# Kaicheng-Stätte
Die Kaicheng-Stätte (chinesisch 开城遗址, Pinyin Kāichéng yízhǐ, englisch Site of Kaicheng) auf dem Gebiet von Guyuan im Autonomen Gebiet Ningxia der Hui, Volksrepublik China, ist eine Stätte aus der Zeit der Yuan-Dynastie (der Mongolen). Sie liegt ca. 20 km südlich von Guyuan am östlichen Fuß des Liupan Shan.
Hier lag eine Residenz der mongolischen Herrscher Dschingis Khan, Möngke Khan und (Yuan Shizu) Kublai Khan.
Die Kaicheng-Stätte (Kaicheng yizhi) steht seit 2001 auf der Liste der Denkmäler der Volksrepublik China (5-128).